# Juergen Bachmann
Juergen Bachmann (* 12. September 1976 in Tirschenreuth) ist ein deutscher Pokerspieler und -koordinator. Er lebt und arbeitet in Regensburg.

## Werdegang
Bachmann wuchs in Mitterteich auf, besuchte nach Abschluss der Stiftland-Realschule in Waldsassen und einer kaufmännischen Lehre die BOS Bayreuth. Er studierte anschließend an der Universität Regensburg Informationswissenschaften sowie Philosophie.
Nach ersten Erfahrungen mit Texas Hold’em arbeitete Bachmann als Medienvertreter in der Pokerbranche für deutschsprachige Magazine und Online-News-Seiten. Parallel dazu organisierte er Poker-Events im süddeutschen Raum, darunter in Regensburg ein Pokerturnier mit 1400 Teilnehmern. Seit 2012 ist er an dem von Stephan Kalhamer gegründeten Gaming Institute, einer Poker-Live-Schule im deutschsprachigen Raum, beteiligt. Dort unterrichtet er vor allem Basis-Kurse und Regel- sowie Dealer-Kunde. Als Kartengeber bzw. Dealer ist er Bestandteil bei Live-Events der World Series of Poker, European Poker Tour und World Poker Tour. Außerdem gibt er Schulungen. Im Jahr 2009 war Bachmann einer der Gründer des Deutschen Poker Sportbundes und ist diesem  seither im Vorstand ehrenamtlich verbunden. Der DPSB engagiert sich für die Anerkennung von Poker als Mind Sport.
Im Dezember 2013 erlangte Bachmann als Trainer und Spieler gemeinsam mit Matthias Weigert, Alexander Mühlbauer und Stephan Kalhamer den APAT-Europameister-Titel für Deutschland bei der Amateur-Europameisterschaft in Prag.